# Blarinella
Blarinella är ett släkte däggdjur i underfamiljen Soricinae som tillhör familjen näbbmöss. Släktet utgörs av tre arter som lever i östra Asien.

## Beskrivning
Arterna är delvis anpassade till ett underjordiskt liv. Deras klor är jämförelsevis långa, öronen är små och gömda i pälsen, svansen är bara hälften av bålens längd. Pälsen har på ovansidan en gråbrun färg, undersidan är ljusare. Individerna når en kroppslängd mellan 6 och 8 centimeter (utan svans) samt en vikt mellan 10 och 15 gram. Svanslängden är 3 till 6 cm.
Individerna har i varje halva av överkäken en framtand, fem enkla tänder med en spets, en premolar och tre molarer. I underkäken förekommer istället för de fem enkla tänderna en hörntand.
Utbredningsområdet sträcker sig över sydvästra Kina (provinserna Yunnan, Shaanxi, Sichuan och Gansu) samt Myanmar. Det är nästan ingenting känt om levnadssättet. Det antas att de skapar tunnlar i mjuk jord och att de lever av insekter och deras larver.
Ibland sammanfattas alla populationer som en art (Blarinella quadraticauda) men enligt Wilson & Reeder (2005) skiljs mellan tre arter.
- Blarinella griselda, från Gansu till Yunnan.
- Blarinella quadraticauda, bara i västra Sichuan.
- Blarinella wardi, i Yunnan och norra Burma.

B. quadraticauda listas av Internationella naturvårdsunionen som nära hotad (Near Threatened), de andra två som livskarftiga.